# Artur Wojdat
Artur Wojdat, né le 20 mai 1968 à Olsztyn, est un nageur polonais.

## Biographie
Aux Jeux olympiques d'été de 1988 à Séoul, Artur Wojdat remporte la médaille de bronze lors de la finale du 400 m nage libre. Il remporte également deux médailles  de bronze lors des championnats du monde de 1991 et plusieurs médailles lors des championnats d'Europe de 1989 et 1991.

## Palmarès

### Championnats d'Europe
- Championnats d'Europe 1989 à Bonn (Allemagne de l'Ouest) :
  -  Médaille d'or du 400 m nage libre ;
  -  Médaille d'argent du 200 m nage libre.
- Championnats d'Europe 1991 à Athènes (Grèce) :
  -  Médaille d'or du 200 m nage libre ;
  -  Médaille d'argent du 400 m nage libre.